# Distretto di Wiang Chiang Rung
Il distretto di Wiang Chiang Rung (in thailandese: เวียงเชียงรุ้ง) è un distretto (amphoe) della Thailandia, situato nella provincia di Chiang Rai.